# تییا پیلی
تییا پیلی (به انگلیسی: Tiia Piili) ژیمناست زادهٔ ۱۶ آوریل ۱۹۷۹ میلادی اهل کشور فنلاند است.